# 鄭哲民
鄭 哲民（チョン・チョルミン、英語：Jong Chol-Min、朝鮮語：정 철민、1988年10月29日 - ）は、朝鮮民主主義人民共和国のサッカー選手である。

## 代表歴
ペルーで行われた2005 FIFA U-17世界選手権のアメリカ戦で代表デビューを果たす。次いで2007 FIFA U-20ワールドカップにも出場した。
A代表デビューを果たしたのは2010 FIFAワールドカップ・アジア予選。アウェーのモンゴル戦ではハットトリックを達成した。
| # | 年月日         | 開催地                   | 対戦国   | 勝敗  | 試合概要                            |
| - | -------------- | ------------------------ | -------- | ----- | ----------------------------------- |
| 1 | 2007年10月21日 | モンゴル、ウランバートル | モンゴル | ○ 4-1 | 2010 FIFAワールドカップ・アジア予選 |
| 2 | 2007年10月21日 | モンゴル、ウランバートル | モンゴル | ○ 4-1 | 2010 FIFAワールドカップ・アジア予選 |
| 3 | 2007年10月21日 | モンゴル、ウランバートル | モンゴル | ○ 4-1 | 2010 FIFAワールドカップ・アジア予選 |
| 4 | 2007年10月28日 | 北朝鮮平壌               | モンゴル | ○ 5-1 | 2010 FIFAワールドカップ・アジア予選 |